# Molophilus (Molophilus) oregonicolus
Molophilus (Molophilus) oregonicolus is een tweevleugelige uit de familie steltmuggen (Limoniidae). De soort komt voor in het Nearctisch gebied.